# صندوق الضمان الوطني (كولومبيا)
صندوق الضمان الوطني الكولومبي (بالإسبانية: Fondo Nacional de Garantías) ش.م هي الجهة الضامنة التي ترعاها الحكومة للقروض التجارية، وهي جزء من الفرع التنفيذي لحكومة كولومبيا، والتي تسهل تمويل الشركات متناهية الصغر والصغيرة والمتوسطة من خلال تقديم ضمانات مالية.